# Quercus agrifolia
Quercus agrifolia, l'Alzina de Califòrnia, és un roure perennifoli, molt variable i sempre verd, natiu en el regne floral de Califòrnia. Creix en el ponent de la sierra nevada del comtat de Mendocino, Califòrnia, Estats Units a la Baixa Califòrnia, Mèxic. Està classificat en la secció roure vermell (Quercus sec. Lobatae). Aquesta espècie és comunament simpàtrica amb el Roure viu del canyó i per això dificulta distingir-les per les seves fulles espinoses portant una similitud superficial.

## Descripció

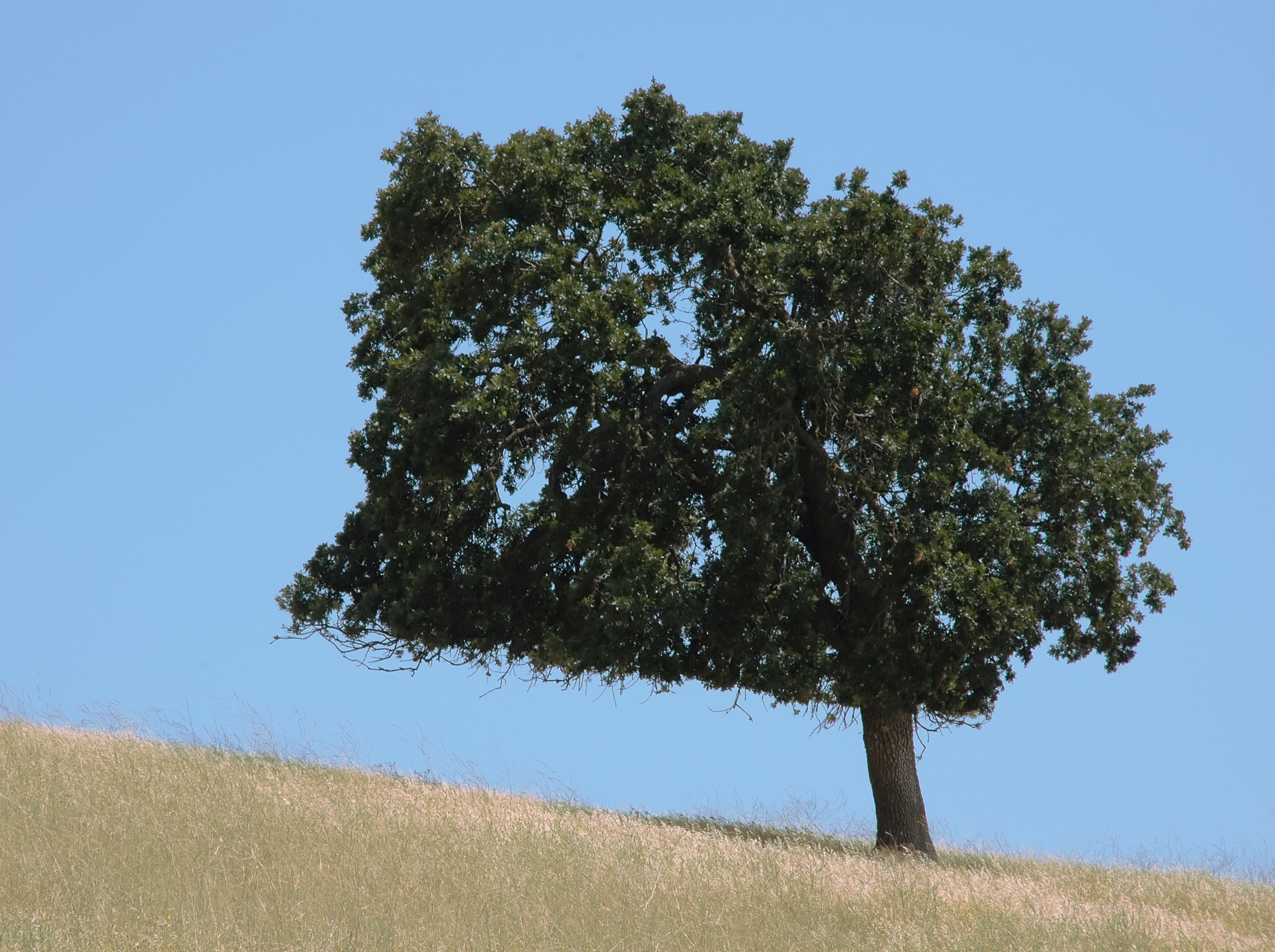
Q. agrifolia a Walnut Creek, Califòrnia.

Típicament té un tronc de moltes branques i arriba a una alçada madura de 10 a 25 metres. Unes mostres poden arribar a l'edat de més de 250 anys, amb troncs de diàmetres fins a tres o quatre metres, com les mostres meravelloses en la finca Filoli al comtat de San Mateo, Califòrnia. El tronc, particularment en individus grans, pot ser molt recargolat, massiu i nuós. La capçada és molt arrodonida i densa, especialment quan té entre 20 i 70 anys; més tard, el tronc i branques són més aviat definits i el fullatge menys espès. Les fulles són de color verd fosc, ovalades, freqüentment convexes en forma, de 2 a 7 cm de llargada i 1 a 4 cm d'amplada. La vora de la fulla és espinosa, amb fibres filoses que s'estenen de les venes laterals. Les capes exteriors de les fulles estan dissenyades per l'absorció màxima del sol, contenint dos a tres capes de cèl·lules fotosintètiques. Aquestes fulles exteriors estan dedicades a ser petites de mida per tornar a radiar la calor guanyada de la captura solar. Les fulles més fosques generalment són més amples i primes, i tenen només una capa de cèl·lules fotosintètiques. La forma convexa pot ser útil per a les fulles interiors les quals depenen de la captura de llum reflectida i dispersa que passa per les fulles exteriors.

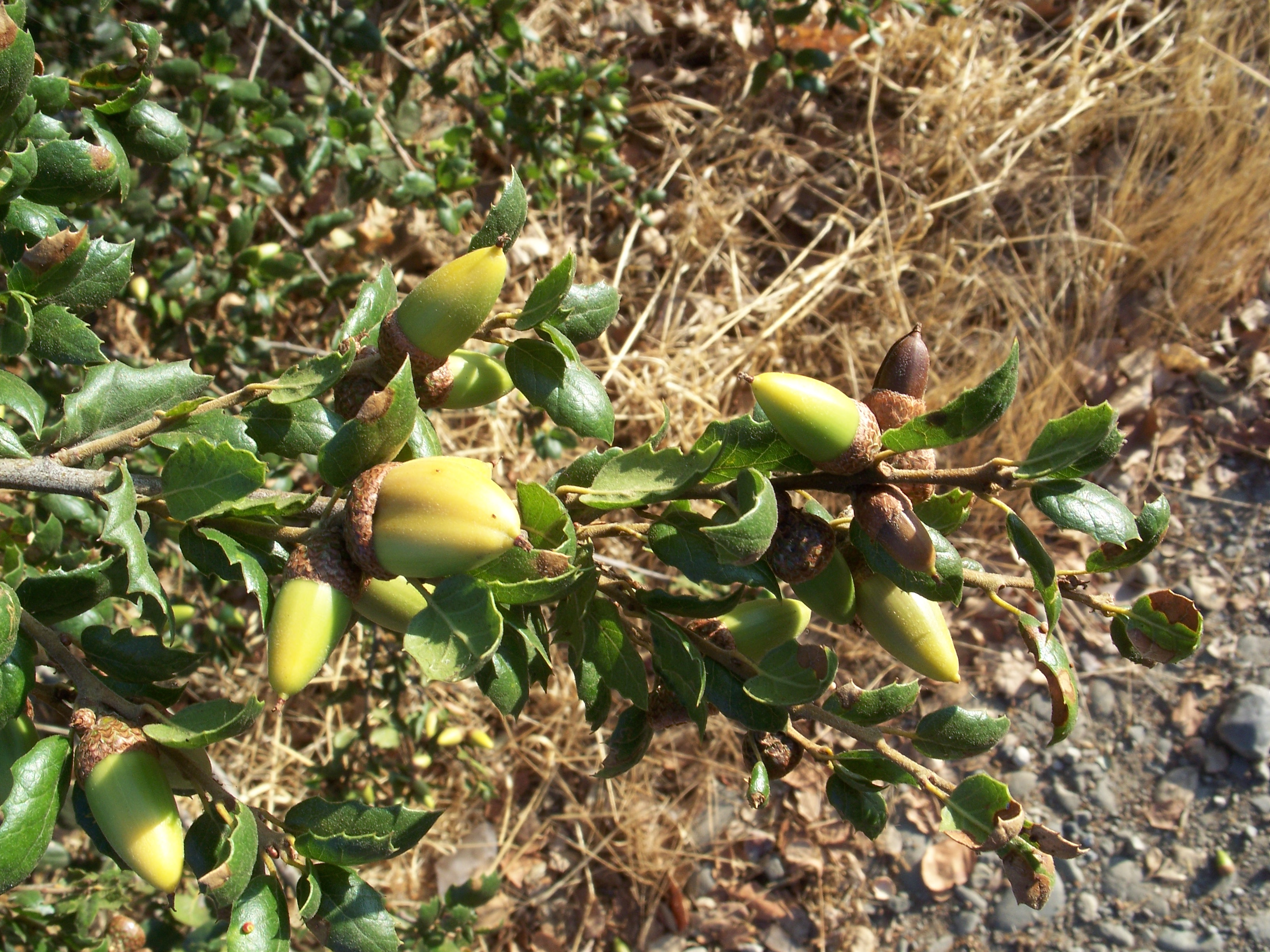
Glans i fulles.

Les flors són surten entre l'inici i a mitjans de la primavera. La flor masculina és un ament pendulós 5 a 10 cm de llargària. La flor femenina discreta, menys de 0,5 cm de llargària, amb 1 a 3 flors amb forma de pejolls. El fruit és una gla prima de color vermell cafè de 2 a 3,5 cm de llargària i 1 a 1,5 cm d'amplada, amb la base arrodonida en una pellofa; fora de l'ordinari per a un roure vermell, les glans maduren de 7 a 8 mesos després de la pol·linització (la majoria dels roures vermells tenen glans que maduren en l'arbre en uns 18 mesos).
Han estat documentats diversos híbrids entre Quercus agrifolia i altres espècies de roures vermells. Els híbrids amb Quercus wislizeni estan reconeguts en moltes àrees del nord de Califòrnia. Quercus agrifolia també s'hibriditza amb Quercus dumosa i Quercus parvula var. shrevii. Totes aquestes espècies de roures mostren evidència d'introgressió.
El nom Quercus agrifolia en realitat vol dir "roure de fulla filosa".
N'hi ha dues varietats de Quercus agrifolia:
- Quercus agrifolia var. agrifolia: Per tot el rang de l'espècie. Les fulles poden ser sense pilositats a lleugerament avellutades en la part inferior, especialment a prop dels eixos de les venes. Estan reconeguts els híbrids amb Quercus kelloggii, Quercus parvula var. shevei, i Quercus wislizeni.

- Quercus agrifolia var. oxyadenia: Sud-oest de Califòrnia (àrea de San Diego) i Baixa Califòrnia (Mèxic). Les fulles són tomentoses la part inferior, amb fibres densament recargolades. Prefereix terres granítiques. Estan reconeguts els híbrids amb Quercus kelloggii.

## Hàbitat i Ecologia
Quercus agrifolia és l'únic roure natiu de Califòrnia que en realitat creix amb força en un ambient costaner, encara que és rar a la costa immediata; gaudeix el clima de l'hivern no gaire fred i estiu a prop de l'oceà, tolera una mica l'aire humit de l'aigua marina. La boirina costanera encara porta més protecció de la calor seca de Califòrnia.
És un arbre dominant sobre el seu hàbitat forestal, freqüentment està entre els arbres Umbellularia californica i Aesculus californica al nord de Big Sur, Califòrnia. Arbustos associats inclouen heteromeles, diverses pometes, i l'heura venenosa occidental.
Normalment l'arbre es troba en terres ben drenades dels turons i taules costaneres, sovint a prop de rierols anuals o perennes. És possible que es trobi en diverses comunitats naturals incloent-hi els boscos de Q. agrifolia, Q. engelmannii, i Q. lobata i els boscos de fulla perenne del Nord i Sud els dos mesclats. Mentre normalment es troben entre 100 quilòmetres de la l'oceà Pacífic amb elevacions de menys de 700 metres, al sud de Califòrnia s'ha trobat en llocs que arriben fins als 1500 m d'altitud.
L'eruga Phryganidia californica subsisteix totalment en les fulles vives i caigudes de Q. agrifolia. En cicles de 8 a 10 anys, l'eruga apareix suficientment en abundància per despullar els arbres saludables. Els arbres es recuperen, i els botànics especulen que ambdues espècies es beneficien, possiblement en la forma de fertilitzant per al roure. El Q. agrifolia també és l'única alimentació de les erugues Chionodes vanduzeei.

## Usos

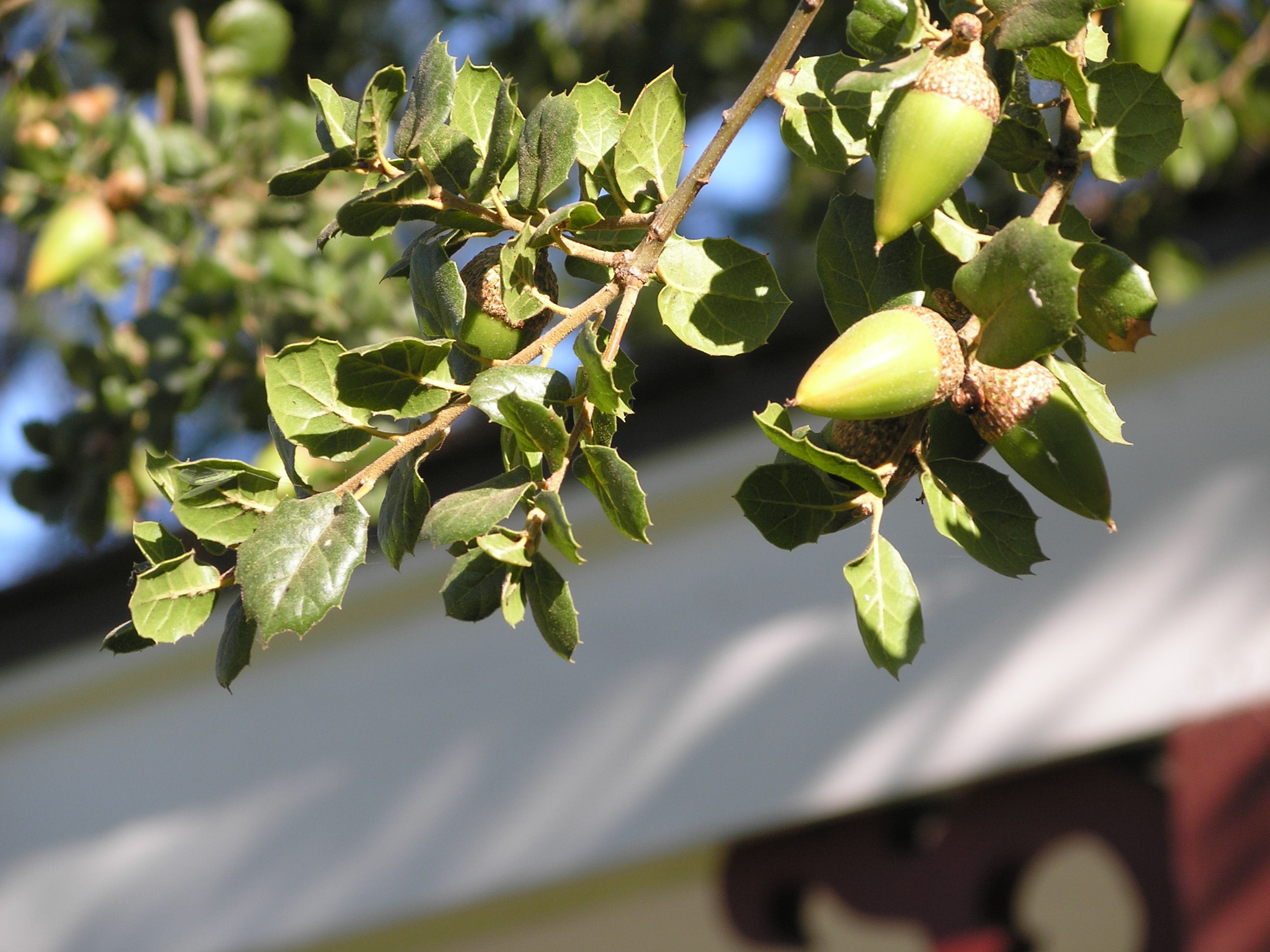
Q. agrifolia al Ranxo Los Encinos, Califòrnia a la Vall de San Fernando.

Almenys hi ha dotze cultures diferents d'indígenes americans que han consumit les glans com un aliment bàsic. Al segle xviii, els espanyols a la Vall de San Fernando van fer carbó de la llenya del roure i ho usaven en els forns per fer tova. Més tard, aquesta forma de carbó s'utilitzava en cuinar, fer pólvora i indústries de potència elèctrica. En els segles xviii i xix, constructors de vaixells buscaven branques de formes extraordinàries per fer unions especials. Pioners emigrant cap a l'oest collien poc per fer eines de granges i rodes per carretes, però l'impacte més important va ser el rebuig dels boscos per construir ciutats com San Diego i San Francisco. La forma irregular freqüentment deixa que l'arbre s'escapi una collita vasta en la construcció de fusta, i també portava als pioners respectant el Q. agrifolia amb qualitats místiques. La seva dignitat ho ha fet un tema de pintors de paisatges de la història moderna de Califòrnia des de mitjans del segle xvii.
Q. agrifolia també ha pres el seu lloc en la jardineria. Tanmateix, és susceptible als canvis de gradació i drenatge. És important respectar el nivell de la corona i evitar tirant terra cobrint el tronc quan la construcció o jardineria passa. També, si la irrigació artificial està incorporada en el jardí, és important no regar entre la seva àrea d'arrel, així que la terra mullada durant l'estiu pot aparèixer un munt de malalties transmeses pel sòl Phytophthora com la mort sobtada del roure.

## Noms de llocs
El Q. agrifolia, especialment en les seves formes espanyoles "encino" o "encina", "encinitas", i "encinal", va donar el seu nom a set atorgaments de terrenys a través de Califòrnia i en moltes comunitats i característiques geogràfiques. Això inclou el Rancho de los Encinos, la comunitat d'Encino, Encinitas, i Encinal del Temescal, que ara és la ciutat d'Oakland, Califòrnia.

## Sinonímia
- Quercus oxyadenia Torr. in R.B.Marcy, Explor. Red River Louisiana: 172 (1853).
- Quercus acroglandis Kellogg, Proc. Calif. Acad. Sci., ed. 2, 1: 23 (1873).
- Quercus acutiglandis Sarg., Rep. For. N. America: 146 (1884).
- Quercus pricei Sudw., Bull. Div. Forest. U.S.D.A. 1908: 309 (1908).[3]